# Keltisk religion
Keltisk religion betegner de religiøse forestillinger og rituelle handlinger blandt de keltiske folkeslag i før-kristen tid; i forskellige perioder omfattede det stammer der boede i Irland, Storbritannien, Keltiberien, Gallien, Donaudalen og Galatien (nu i Tyrkiet). I dag er den keltiske kultur begrænset til isolerede områder, primært i Vesteuropa. Størsteparten af de kelterne blev kristne fra 4. århundrede e.Kr. til 7. århundrede e.Kr.
Beskrivelser af kelternes religiøse skikke bærer i høj grad præg af en stærk romersk påvirkning, hvilket hovedsageligt skyldes den romerske erobring og dominans af størsteparten af de territorier der var beboet af keltisktalende stammer; fx Gallien (58-51 f.Kr.) og Britannia (43 e.Kr.). Ifølge klassiske kilder dyrkede kelterne naturkræfterne og forestillede sig ikke deres guddomme i antropomorfe former, som det ellers var normalt i den græsktalende verden.  Kelternes guder og gudinder spillede uden tvivl alligevel en afgørende rolle i dagligdagen; både arkælogiske fund og studier af skriftlige kilder viser, at kelterne ikke skelnede skarpt mellem det hellige og det profane, og at dagligdags handlinger i keltiske samfund derfor ofte havde en rituel betydning. Ritualer, ofringer og regler om korrekt adfærd blev brugt til at opretholde den rette balance i forholdet mellem menneskene og guderne; den enkeltes adfærd havde derfor stor betydning for hele samfundet. 

## Eksterne link
- The Sacred Grove Arkiveret 16. november 2007 hos  Wayback Machine

| Religion | Spire Denne religionsartikel er en spire som bør udbygges. Du er velkommen til at hjælpe Wikipedia ved at udvide den. |